# Ila Borders
Ila Borders (La Mirada, California, Estados Unidos em 18 de Favereiro de 1975), é uma jogadora da liga profissional e colegial de baseball.
Foi a primeira mulher a participar e ganhar uma liga formada por homens, a NCAA ou NAIA, jogando pelo Southern California College em 1994 á 1996 e o Whittier College em 1997.